# 永田稠
永田 稠（ながた しげし、1881年12月30日 - 1973年1月2日）は、日本の移民事業家。

## 略歴
長野県諏訪郡豊平村（現・茅野市）出身。諏訪郡立実科中学校（現・長野県諏訪清陵高等学校・附属中学校）卒業。玉川尋常高等小学校（現・茅野市立玉川小学校）の代用教員を務める。当時の校長は島木赤彦が務めていた。東京専門学校（現・早稲田大学）予科政治科中退。1906年北海道へ移住。1907年渡米青年を援助する日本力行会に入会。1908年渡米し1913年帰国後、日本力行会第2代会長に就任。1922年信濃海外協会設立に参画し理事、日本力行会海外学校設立。1924年ブラジルアリアンサ移住地建設に尽力。1933年関東軍移民部の嘱託として満州の現地視察を行い、ブラジル経験者ならではの批判を込めた報告を関東軍に提出。1934年満州力行学園設立、農業指導者育成を目的とした満州力行農園を開設。1937年満州新京（現・中華人民共和国吉林省長春市）力行村建設に尽力。全村民が組合員となり、産業組合による運営方式をとった。 1938年現地中国人と調和した移住地として満州に新京力行農場を建設。終戦時、地元中国人の全面的協力により全員無事に引き揚げた。墓所は多磨霊園。

## 著書

### 単著
- 『南米一巡』日本力行会 1921年
- 『両米再巡』日本力行会 1924年
- 『海外立志伝』日本力行会 1926年
- 『両米三巡』日本力行会 1932年
- 『日本の外苑 海外に伸びる人々』文教書院 1962年

### 編著
- 『信濃海外移住史』信濃海外協会 1952年